# Cerchio di Apollonio

La costruzione geometrica del cerchio di Apollonio

Il cerchio di Apollonio è il luogo geometrico formato dai punti del piano tali che il rapporto delle loro distanze da due punti fissati è costante. Talora viene chiamato con questo nome uno qualunque dei cerchi che risolve il problema di Apollonio.
Il nome deriva da Apollonio di Perga, geometra e astronomo greco, che per primo dimostrò che il luogo descritto era una circonferenza; tale proprietà può in effetti essere usata come definizione alternativa di circonferenza.

## Equazione cartesiana
Fissiamo due punti {\displaystyle A} e {\displaystyle B}, in modo che {\displaystyle A} coincida con l'origine degli assi e {\displaystyle B} sia posto a distanza {\displaystyle d} da esso. Un generico punto {\displaystyle P} del cerchio di Apollonio è caratterizzato dalla relazione:
{\displaystyle {\frac {\overline {AP}}{\overline {BP}}}=k,}
dove {\displaystyle k} è una costante positiva. Traducendo le distanze in coordinate cartesiane si ha
{\displaystyle {\frac {\sqrt {x^{2}+y^{2}}}{\sqrt {\left(x-d\right)^{2}+y^{2}}}}=k,}
che elevando al quadrato e semplificando i denominatori diventa
{\displaystyle x^{2}+y^{2}=k^{2}\left(x-d\right)^{2}+k^{2}y^{2}.}
Riorganizzando l'equazione e normalizzando i coefficienti di secondo grado si ottiene l'equazione della circonferenza in forma canonica:
{\displaystyle x^{2}+y^{2}-{\frac {2k^{2}d}{k^{2}-1}}x+{\frac {k^{2}d^{2}}{k^{2}-1}}=0.}

## Proprietà
Dall'equazione cartesiana sopra riportata è possibile dedurre alcune proprietà del cerchio di Apollonio:
- il centro del cerchio è posto in {\displaystyle C\left({\frac {k^{2}d}{k^{2}-1}},0\right)}, e si trova sempre sul prolungamento del segmento {\displaystyle AB};
- il raggio del cerchio vale {\displaystyle {\frac {kd}{|k^{2}-1|}}};
- per {\displaystyle k=1} il cerchio di Apollonio degenera nell'asse del segmento {\displaystyle AB}; per {\displaystyle k>1} il cerchio contiene il punto {\displaystyle B}; per {\displaystyle 0<k<1} il cerchio contiene il punto {\displaystyle A};
- quando il rapporto tra le distanze è uguale alla sezione aurea, il cerchio ha raggio uguale alla lunghezza del segmento {\displaystyle AB}.